# Мелуц
Мелуц (рум. Măluț) — село у повіті Бистриця-Несеуд в Румунії. Входить до складу комуни Браніштя.
Село розташоване на відстані 340 км на північний захід від Бухареста, 30 км на захід від Бистриці, 58 км на північний схід від Клуж-Напоки.

## Населення
За даними перепису населення 2002 року у селі проживали 607 осіб.
Національний склад населення села:
| Національність | Кількість осіб | Відсоток |
| -------------- | -------------- | -------- |
| румуни         | 601            | 99,0%    |
| угорці         | 5              | 0,8%     |

Рідною мовою назвали:
| Мова      | Кількість осіб | Відсоток |
| --------- | -------------- | -------- |
| румунська | 602            | 99,2%    |
| угорська  | 5              | 0,8%     |